# Drakryttarna (TV-serie)
Drakryttarna (engelska: DreamWorks Dragons) är en amerikansk datoranimerad TV-serie från DreamWorks Animation från 2012-2018. Serien utspelas mellan filmerna Draktränaren och Draktränaren 2. De två första säsongerna sändes på Cartoon Network och de resterande sex säsongerna sändes på Netflix. Serien fick positiv kritik.

## Handling
Drakryttarna från Dräggö: Det börjar en kort tid efter händelserna i Draktränaren. Efter att ha sett till att kriget mellan Dräggös vikingar och drakarna fått ett slut försöker vikingahövdingen Tryggvåld den Väldiges tonårsson Hicke få vikingarna att vänja sig vid att leva tillsammans med drakarna. Tillsammans med sina vänner Astrid, Fiskfot, Snor-Per och tvillingarna Flåbuse och Flåbusa startar Hicke en drakträningsakademi, och tillsammans med sina nya drakvänner börjar de även upptäcka flera drakarter, både kända och okända, som finns runtom skärgården. Men den gamla och vresiga Dräggö-bon Milde försöker bara se till att drakarna försvinner från Dräggö. Drakryttarna får möta nya fiender, bl.a. Dräggö-vikingarnas värsta fiende rövarhövdingen Alvin. De får även möta nya allierade, bl.a. den mystiska Hedda.
Dräggös försvarare: Efter att rövarhövdingen Alvin har lärt sig hur man knyter tillitsfulla band med drakarna är Hicke rätt säker på att Alvin kommer utnyttja den kunskapen för att attackera Dräggö. Så Hicke och de andra drakryttarna startar en hemlig drakflygarklubb. Bland de nya fienderna som drakryttarna möter nu så har vi Skrikande döden, en annorlunda variant av Viskande döden, och Bärsärkarvikingarnas helgalne nye unge hövding Dagur som gör vad som helst för att fånga sin ultimata trofé: Hickes drake Tandlöse, som är en Nattfasa. Mot slutet av säsongen får drakryttarna en ny mycket oväntad allierad.
Drakryttarna bortom gränsen: Tre år har gått sedan händelserna i Dräggös försvarare. Dagur har rymt från fängelset på Alvins rövarö och vill ta hämnd på Hicke och hans vänner. När Hicke och de andra ger sig ut för att leta efter Dagur får de höra talas om en manick, Drakögat, som kan lokalisera nya drakvärldar och avslöja nya drakarter. Drakryttarna tar Drakögat från Dagur och bestämmer sig för att lämna Dräggö och slå sig ner på en ö som de döper till Drakudden.
Under deras vistelse på Drakudden upptäcker drakryttarna mängder av fantastiska drakvärldar och nya drakarter. Men de får även tampas med de hänsynslösa drakjägarna som leds av bröderna Viggo och Ryke Grymsten samt den skickliga jägaren Krogan. Och i slutet av den näst sista säsongen visar det sig att en av deras främsta allierade samarbetar med drakjägarna.
Drakryttarna återförenas med sin gamla allierade Hedda och de får även mängder av nya allierade, Vingens beskyddare som leds av drottning Mala, Vingflickorna som leds av Atali och t.o.m. Dagur, som visar sig vara Heddas bror, och Viggo Grymsten. Alla de här händelserna leder till den sista striden där drakryttarna och drakjägarna tävlar om att finna drakarnas konung, och det bygger även upp händelserna som kommer att äga rum i Draktränaren 2.

## Rollfigurer i urval
- Hicke Hiskelig Halvulk III (originalröst: Jay Baruchel; svensk röst: Jesper Adefelt) - Dräggös hövding Tryggvåld den Väldiges tonårsson och tronarvinge. Hicke har blivit en väldigt allvarlig ledare. Han har ett mycket starkt band med sin drake Tandlöse. Efter att Hicke förlorade sin vänstra fot under striden mot Röda döden i Draktränaren har han ett stålben.
  - Tandlöse - En svart, sällsynt Nattfasa, den farligaste av alla drakar, och Hickes bästa vän. Hicke och Tandlöse är helt oskiljaktiga. I Draktränaren sköt Hicke ner Tandlöse och då förlorade Tandlöse en av sina stjärtfenor som Hicke ersatte med ett segel som han måste vinkla åt Tandlöse för att han ska kunna flyga. Tandlöse kan skjuta explosiva laddningar och flyga snabbare än ljudets hastighet.
- Astrid Hofferson (originalröst: America Ferrera; svensk röst: Norea Sjöquist) - Hickes närmaste vän och kärleksintresse. Astrid är vacker men oerhört tuff och hon är därför rätt svår att imponera på. Hicke och Astrid hyser starka känslor för varann, vilket syns väldigt tydligt under hela serien, och de blir officiellt ett par i avsnittet Förvirrad. I avsnittet Sandvirvel blir Hicke och Astrid förlovade. Astrid har ett starkt band med sin drake Stormfly. I Drakryttarna bortom gränsen bildar Astrid ett eget lag, A-laget.
  - Stormfly - En blå Dödlig Tuggorm och Astrids drake. Liksom Hicke och Tandlöse har Astrid och Stormfly ett starkt band och de är ett dream team. Stormfly och Tandlöse har en vänskaplig rivalitet och när hon äter kyckling kan hon flyga snabbare. Hon skjuter ut magnesiumeld och kan även skjuta ut sina taggar som hon har på kroppen som pilar.
- Fiskfot Ingerman (originalröst: Christopher Mintz-Plasse; svensk röst: Johan Hillgren) - En av Hickes närmaste vänner. Fiskfot är en riktig draknörd och har en hel encyklopedi om drakar. Trots att han inte är lika djärv som de andra drakryttarna är han ändå en lojal vän, framför allt mot Hicke och Astrid. Han har en väldigt nära vänskapsrelation med sin drake Tjockvald. Två gånger i serien hypnotiseras Fiskfot till att bli, tack vare Snor-Per, en orädd krigare vid namn Thor Benkrossare.  
  - Tjockvald - En brun Gronkel och Fiskfots drake. P.g.a. sin storlek och sina små vingar kan Tjockvald inte flyga vare sig lika snabbt eller lika högt som de andra drakarna. Hon och Fiskfot har en väldigt nära vänskapsrelation. Tjockvald skjuter ut smält lava och när hon äter rätt kombination stenar kan hon skapa ett lätt och jättehårt material känt som gronkelstål.
- Snor-Per Jorgenson (originalröst: Zack Pearlman; svensk röst: Anton Körberg) - En av Hickes vänner. Snor-Per är rätt dryg och egenkär och han driver de andra drakryttarna till vansinne. Han ifrågasätter Hickes ledarskap, försöker flörta med Astrid trots att hon inte besvarar hans känslor det minsta, retar Fiskfot för hans nördighet och för att han är tjock, och han ser bara Flåbuse och Flåbusa som ena riktiga idioter (vilket de faktiskt är). Snor-Per har en väldigt komplicerad relation med sin drake Kroktand och under hela serien utropar han "Snor-Per, Snor-Per, oj, oj, oj!".
  - Kroktand - En röd Maffig Monstermara och Snor-Pers drake. Kroktand har en vana att antingen attackera eller lämna Snor-Per varje gång Snor-Per försöker visa att det är han som bestämmer och Kroktand låter inte alltid Snor-Per dra uppmärksamheten till sig. Kroktand kan tända eld på sig själv utan att skada sig själv. Vätskan som antänder Kroktand är hans eget saliv.
- Flåbuse Torsson (originalröst: T.J. Miller; svenska röster: Carl-Magnus Lilljedahl, Oliver Åberg och Adam Portnoff) och Flåbusa Torsson (originalröster: Julie Marcus och Andree Vermeulen; svenska röster: Emma Lewin och Dominique Pålsson Wiklund) - Tvåäggstvillingar och två av Hickes vänner. Flåbuse och Flåbusa bråkar jämt med varann och de bara vägrar lyda order. Deras drakar är Rap och Kräk.
  - Rap och Kräk - En grön, tvehövdad Dubbelnacke och Flåbuses och Flåbusas drakar. Flåbusa rider på Kräk, det högra huvudet, som blåser ut grön lättantändlig gas och Flåbuse rider på Rap, det vänstra huvudet, som skjuter ut elektriska gnistor som antänder gasen, vilket skapar dödliga explosioner. Precis som Flåbuse och Flåbusa kommer Rap och Kräk inte alltid överens.

## Utmärkelser
| Priser                    | Priser                                                                               | Priser                                                 | Priser |
| Utmärkelse                | Kategori                                                                             | Mottagare                                              |        |
| ------------------------- | ------------------------------------------------------------------------------------ | ------------------------------------------------------ | ------ |
| Annie Award 2012          | Best Animated Television Production For Children                                     | Avsnitt: "How to Pick Your Dragon"                     |        |
| Annie Award 2012          | Directing in an Animated Television/Broadcast Production                             | John Eng (för "Animal House")                          |        |
| Annie Award 2012          | Music in an Animated Television/Broadcast Production                                 | John Paesano (för "How to Pick Your Dragon")           |        |
| Annie Award 2012          | Storyboarding in an Animated Television/Broadcast Production                         | Doug Lovelace (för "Portrait of Hiccup as a Buff Man") |        |
| Primetime Emmy Award 2013 | Outstanding Individual Achievement in Animation - Character Design                   | Andy Bialk                                             |        |
| Annie Award 2016          | Outstanding Achievement for Character Animation in a Television/Broadcast Production | Chi-Ho Chan                                            |        |
| Daytime Emmy Award 2019   | Outstanding Performer in an Animated Program                                         | Jay Baruchel (som Hicke)                               |        |